# Петрушівка (Сумський район)
Петру́шівка — село в Україні, у Краснопільській селищній громаді Сумського району Сумської області. Населення становить 171 осіб. До 2016 орган місцевого самоврядування — Угроїдська селищна рада.

## Географія
Село Петрушівка розташоване біля витоків річки Прикіл, нижче за течією на відстані 2.5 км розташоване село Великий Прикіл.
На річці невеличка загата.
До лісу примикає невеликий лісовий масив.

## Історія
- Село постраждало внаслідок геноциду українського народу, проведеного урядом СССР 1923—1933 та 1946–1947 роках.
- 12 червня 2020 року, відповідно до розпорядження Кабінету Міністрів України № 723-р «Про визначення адміністративних центрів та затвердження територій територіальних громад Сумської області», село увійшло до складу Краснопільської селищної громади[1].
- 19 липня 2020 року, в результаті адміністративно-територіальної реформи та ліквідації Краснопільського району, увійшло до складу новоутвореного Сумського району[2].

## Економіка
- «Петрушівське», ТОВ.